# Cerkiew Opieki Najświętszej Maryi Panny w Makowisku
Cerkiew Opieki Najświętszej Maryi Panny w Makowisku – murowana parafialna cerkiew greckokatolicka, znajdująca się w Makowisku.
Parafia należała do greckokatolickiego dekanatu jarosławskiego.

## Historia
Cerkiew wzniesiona została w 1939 na planie krzyża greckiego, z dużą kopułą nad nawą, w miejscu wcześniejszej, drewnianej cerkwi z 1871, która została zniszczona w czasie I wojny światowej. 
Po wysiedleniu w 1947 mieszkańców wyznania greckokatolickiego stała opuszczona, później przejęta przez kościół rzymskokatolicki, początkowo jako filia parafii w Surochowie, od 1982 jako samodzielna parafia pw. Trójcy Przenajświętszej.